# Malad City
Malad City – miasto w Stanach Zjednoczonych, w stanie Idaho, siedziba administracyjna hrabstwa Oneida.